# Franz Rolf Schröder
Pour les articles homonymes, voir Schröder.
Franz Rolf Schröder, né le 8 septembre 1893 à Kiel, mort le 24 mars 1979 à Würzburg, est un médiéviste allemand, spécialiste de l'Allemagne et de la Scandinavie. Il est professeur de langue et de littérature allemandes anciennes et récentes à l'Université de Wurtzbourg. Il a longtemps été rédacteur en chef du mensuel Germanisch-Romanische Monatsschrift (de) (GRM).

## Biographie
Schröder étudie la philologie allemande et classique à Kiel et Heidelberg en 1916 et obtient son doctorat à Kiel. Il habite à Heidelberg en 1920 et y enseigne la philologie germanique jusqu'en 1925. La même année, il est nommé à Würzburg en tant que professeur titulaire de philologie allemande. En 1937, il rejoint le NSDAP. En 1945, il est brièvement démis de ses fonctions, mais est réintégré et reste professeur d'allemand jusqu'à sa retraite en 1959. Schröder est le dernier titulaire de la chaire pour toutes les études d'allemand à l'Université de Würzburg, c'est-à-dire les études linguistiques et littéraires médiévales et modernes.
Il devient éditeur du GRM après la Première Guerre mondiale, fonction qu'il conserve jusqu'aux dernières années de sa vie.

## Publications
- Germanentum und Hellenismus. Untersuchungen zur germanischen Religionsgeschichte (Heidelberg, C. Winter, 1924)
- Die Parzivalfrage (München, C. H. Beck, 1928)
- Altgermanische Kulturprobleme (Berlin/Leipzig, De Gruyter, 1929)
- Die Germanen – Religionsgeschichtliches Lesebuch (de) (Tübingen, C. B. Mohr, 1929)
- Quellenbuch zur germanischen Religionsgeschichte (Berlin/Leipzig, De Gruyter, 1933)
- Germanische Heldendichtung (Tübingen, C. B. Mohr, 1935)
- Untersuchungen zur germanischen und vergleichenden Religionsgeschichte. 2 Bände (Tübingen, C. B. Mohr, 1941)
  - Ingunar-Freyr, t. 1
  - Skadi und die Götter Skandinaviens, t. 2